# Kamenge
Kamenge est une ville du Burundi appartenant à la commune de Ntahangwa, se trouvant dans la province de Bujumbura Mairie, à 5 km au nord-est de Bujumbura. Elle compte, en 2019, 150 000 habitants.

## Description
Les environs de Kamenge sont constitués d'une mosaïque de terres agricoles et de végétation naturelle. Mais la commune est densément peuplée, avec 30 000 hab/km2.
Cette commune, physiquement rattachée à la capitale Bujumbura, fait partie des « interminables quartiers de terre et de tôle » de la capitale burundaise.

## Climat
Le climat de la région est tempéré. La température moyenne annuelle dans y est de 19 °C. Le mois le plus chaud est septembre, lorsque la température moyenne est de 22 °C, et le plus froid est janvier, avec 18 °C.
La pluviométrie moyenne annuelle est de 1 086 mm. Le mois de décembre est le plus pluvieux, avec une moyenne de 154 mm de précipitations, et le plus sec est juillet, avec 3 mm de précipitations.